# Đại bào tử

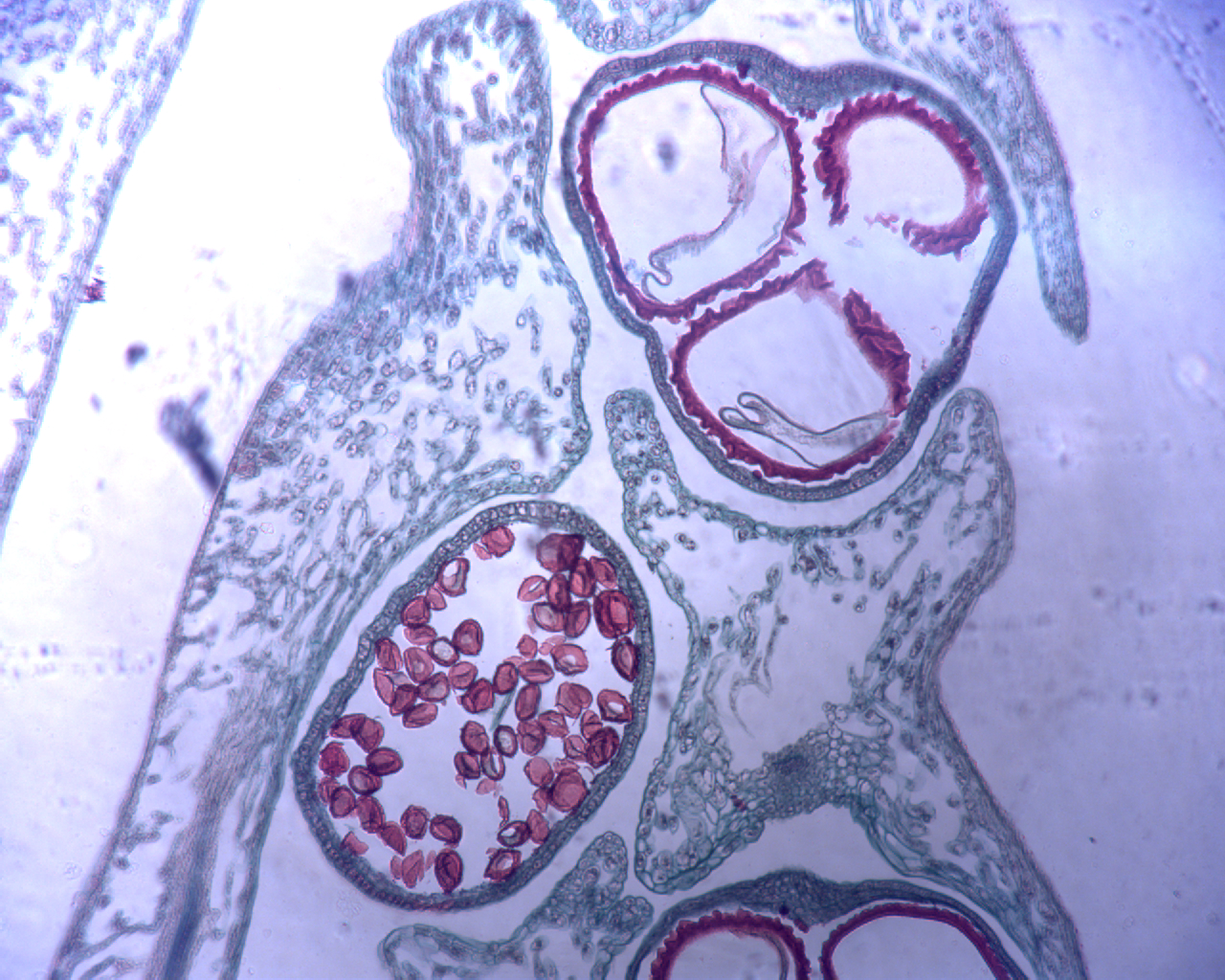
Ảnh hiển vi của các bào tử (màu đỏ) của Selaginella. Ba bào tử lớn ở trên cùng là các đại bào tử, trong khi đó những bào tử màu đỏ nhỏ hơn ở dưới là vi bào tử.

Đại bào tử là một dạng bào tử có mặt trong các loại thực vật dị bào tử. Những loài thực vật này có hai loại bào tử, đại bào tử và vi bào tử. Nói chung, đại bào tử, hay bào tử lớn, sẽ nảy mầm thành thể giao tử cái, thứ sản sinh ra noãn. Những thứ này sẽ được thụ tinh bởi tinh trùng sản xuất ra bởi giao tử đực phát triển từ vi bào tử. Các loại thực vật dị bào tử bao gồm:
- thực vật có hạt (thực vật hạt trần và thực vật có hoa)
- dương xỉ nước (Bộ Bèo ong)
- spikemoss (Selaginellaceae)

## Phát sinh đại bào tử
Ở thực vật hạt trần và có hoa, đại bào tử được sản sinh bên trong nhân của noãn. Trong quá trình phát sinh đại bào tử, một tế bào tiền thân lưỡng bội, tế bào mẹ đại bào tử (megasporocyte), trải qua giảm phân để sản sinh ra bốn tế bào đơn bội (đại bào tử). Thực vật có hoa thể hiện ba kiểu phát sinh bào tử: đơn bào, lưỡng bào và tứ bào. Kiểu đơn bào là thường xảy ra nhất (>70% số thực vật có hoa) và được tìm thấy trong nhiều những nhóm quan trọng về mặt sinh học và kinh tế như Brassicaceae (e.g., Arabidopsis, Capsella, Brassica), Gramineae (e.g., ngô, gạo, lúa mạch), Malvaceae (e.g., cotton), Leguminoseae (e.g., đỗ, đậu nành), và Solanaceae (e.g., ớt, thuốc lá, cà chua, khoai tây, thuốc lá cảnh).

## Phát sinh thể đại giao tử

Noãn thực vật với thể đại giao tử trước giảm phân: noãn thực vật có hoa ở bên trái, noãn thực vật hạt trần ở bên phải

Sau khi phát sinh đại bào tử, đại bào tử phát triển thành thể giao tử cái trong một quá trình gọi là phát sinh thể đại giao tử hay thể giao tử cái. Quá trình phát sinh thể đại giao tử biến đổi phụ thuộc vào kiểu phát sinh đại bào tử đã xảy ra. Ở một số loài như Tridax trilobata, Ehretia laevis, và Alectra thomsoni có thể trải qua những kiểu phát sinh đại bào tử khác nhau và do đó có những kiểu phát sinh thể đại giao tử khác nhau.